# Josephine Obossa
Josephine Obossa (ur. 20 maja 1999 w Neapolu) – włoska siatkarka, grająca na pozycji atakującej. 

## Sukcesy klubowe
Puchar CEV:
- 2021